# تمويل تنظيم الدولة الإسلامية (داعش)
حصل تنظيم الدولة الإسلامية على تمويل كبير ومن مصادر مختلفة مما جعله أحد أقوى الجماعات المتشددة في الكثير من البلدان التي دخل إليها أو سيطر على بعض مناطقها.
وفقا لدراسة أجرتها فرقة العمل المعنية بالإجراءات المالية عام 2015 فإن لداعش خَمسُ مصادر رئيسية للدخل وهي كالآتي (مرتبة حسب الأهمية):
- العائدات من احتلال الأراضي (بما في ذلك السيطرة على البنوك، مكامن النفط والغاز، الضرائب، الابتزاز والسرقة من الأصول الاقتصادية)
- الاختطاف للحصول على فدية[1]
- التبرعات من خلال المنظمات غير الربحية
- الدعم المادي المقدم من قبل المقاتلين الأجانب
- جمع التبرعات من خلال شبكات الاتصالات الحديثة[2]

في عام 2014 أجرت مؤسسة راند هي الأخرى تحليلها بخصوص مصادر تمويل داعش وذلك من خلال دراسة معمقة بعدما حصلت على 200 وثيقة سرية ورسائل شخصية لأعضاء في دولة العراق الإسلامية (بما في ذلك الأعضاء الذين كانوا ضمن تنظيمات متشددة أخرى وتحولوا لتنظيم الدولة) بين عامي 2005 و2010. وجدت المؤسسة أن ميزانية التنظيم خلال هذه الفترة لم تتجاوز 5% من التبرعات وخاصة تلك الخارجية، أما باقي الميزانية فهي من الداخل. وُجد أيضا أن الخلايا النائمة تُرسل ما يصل إلى 20% من الميزانية من خلال عمليات الاختطاف والابتزاز وغيرها من الأنشطة التي تفرضها قيادات المجموعة الذين يتكلفون بتوزيع الأموال المنهوبة الإقليمية أو المحلية على الخلايا التي تُعاني من صعوبات أو تلك التي تحتاج إلى المال لتنفيذ هجمات. تُظهر السجلات أن أعضاء تنظيم الدولة الإسلامية حصلوا على تمويل نقدي من مصادر في مدينة الموصل مما مكنهم من السيطرة عليها وبالتالي توفير أموال إضافية استعملوها لمقاتلة الجيش وباقي المسلحين في ديالي وصلاح الدين ثم بغداد.
في منتصف عام 2014، حصلت المخابرات العراقية على معلومات من داعش بينت أن المنظمة لديها أصول بقيمة ملياري دولار، مما يجعلها أغنى الجماعات الجهادية في العالم. ثلاثة أرباع هذا المبلغ حُصل عليه عقب مصادرة كل الأصول بعد هجوم شمال العراق في حزيران/يونيو 2014؛ ويشمل هذا ما يصل إلى US$429 مليون دولار قد نهبت من البنك المركزي في الموصل جنبا إلى جنب مع ملايين إضافية وكمية كبيرة من سبائك الذهب التي سرقت من عدد من البنوك في الموصل أيضا. ومع ذلك فقد كانت هناك شكوك حول إمكانية داعش الفعلية في جمع كل هذه الأموال،  بل حتى إن كان البنك المركزي قد تعرض فعلا للسرقة أم مجرد «افتراءات».
منذ عام 2012 وداعش تُنتج تقارير سنوية وتكشف من خلال وسائط رقمية عن كل عملياتها؛ وتتبع في ذلك نهج وأسلوب تقارير الشركات وذلك على ما يبدو في محاولة منها لتشجيع المانحين المحتملين.

## عائدات النفط

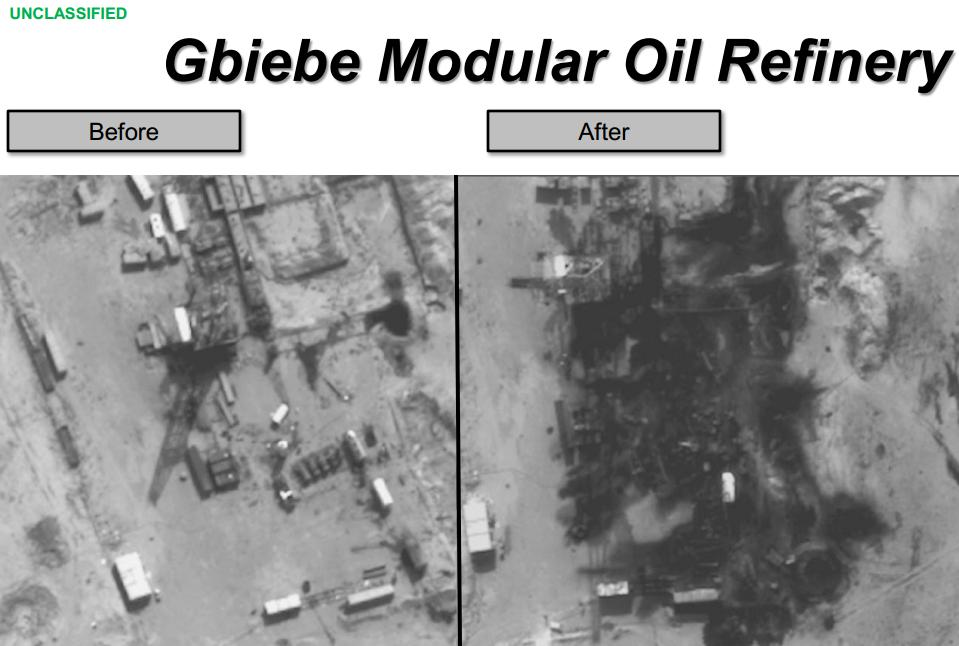
الصورة تُظهر الأضرار التي لحقت بمصفاة جبيب لتكرير النفط في سوريا في أعقاب غارات جوية من قبل الولايات المتحدة وقوات التحالف.

قامت داعش بتصدير النفط من حقول النفط التي استولت عليها مما مكنها من ضخ عشرات الملايين من الدولارات إلى خزينتها. وكان أحد مسؤولي الخزانات قد قدر أن داعش يكسب يوميا مليون دولار من تصدير النفط فقط. جذير بالذكر هنا أن الكثير من النفط «الداعشي» يُباع بشكل غير قانوني في الكثير من البلدان المجاورة. في عام 2014، تسربت وثيقة كشفت على أن العائدات النفطية للتنظيم بلغت 3 ملايين دولار يوميا بعدما كانت تتكلف شركة طاقة محلية في دبي بشراء النفط المنهوب. ومع ذلك فمن الصعب إجراء تقدير دقيق لإيرادات النفط حيث أن التنظيم يعتمد على مبيعات السوق السوداء التي يصعب تعقبها. ذكر فالح عبد الجبار أن إنتاج تنظيم الدولة في شهر حزيران سنة 2015 تراوح بين 35 و40 ألف برميل نفط يومياً، علماً بأن المصادر الرسمية العراقية كانت لا تقر بهذه الكثرة. وكان حقل عجيل في قضاء بيجي مصدراً رئيسياً للإنتاج.
في عام 2014، كانت معظم أموال المجموعة قادمة من إنتاج وبيع الطاقة؛ خاصة وأن داعش سيطر على حوالي 300 بئر نفط في العراق وحده، ثم سيطر في وقت لاحق على 350 بئرا لكنه خسر 45 جراء الضربات الجوية الأجنبية. قبض التنظيم المتشدد أيضا على 60% من الناتج الإجمالي السوري. وعلى الرغم من السيطرة على الكميات الكبيرة من احتياطيات النفط ومرافق الإنتاج إلا أن داعش يفتقر وبشدة إلى الموارد والقدرات التقنية مما يمنعه من الاستفادة من تلك المصادر بشكل فعال. حصل داعش على 2.5 مليون دولار من بيع 50,000–60,000 برميل من النفط يوميا، وعادة ما تطول مدة المبيعات الخارجية باعتبار أنها تمر عبر السوق السوداء ثم تُصدر عبر تركيا باتجاه دول أخرى. العديد من المهربين والفاسدين من حرس الحدود الأتراك الذين ساعدوا صدام حسين في التهرب من العقوبات هم نفسهم ساعدوا داعش في تصدير النفط واستيراد النقود.
في نيسان/أبريل 2015 وبعد فقدان تكريت؛ فقد داعش على ما يبدو السيطرة على ثلاثة حقول نفط كبيرة مما جعله يُعاني في تلك المنطقة. هذا وتجدر الإشارة إلى أن الضربات الجوية من قبل التحالف الذي تقوده الولايات المتحدة قد دمرت مئات الشاحنات التي استُخدمت في نقل النفط.
مبيعات الطاقة الأخرى تشمل بيع الطاقة الكهربائية من خلال القبض على محطات توليد الطاقة في شمال سوريا وتُؤكد الكثير من المصادر أن هذه الطاقة قد تم بيعها مجددا للحكومة السورية.

## بيع التحف
تُعد مبيعات القطع الأثرية ثاني أكبر مصدر تمويل لداعش، خاصة وأن ثلث العراق كان قد خضع لسيطرة التنظيم مما مكنه من نهب قطع أثرية تعود للقرن التاسع قبل الميلاد في القصر الكبير للملك الآشوري آشور ناصربال الثاني في كالح. نهب عناصر التنظيم أيضا مجموعة من المخطوطات التي تم بيعها بمئات الملايين من الدولارات. غالبا ما يتم تهريب القطع الأثرية المسروقة إلى تركيا والأردن. وكان عبد الأمير الحمداني عالم الآثار من جامعة ولاية نيويورك في ستوني بروك قد قال: «داعش نهبت جذور الإنسانية وسرقت قطعا أثرية من أقدم الحضارات في العالم».

## الضرائب والابتزاز
جمعت داعش ثروتها أيضا من خلال الضرائب والابتزاز. حيث يفرض التنظيم ضرائب على المسيحيين والأجانب (الجزية)، وتُحدد قيمة الجزية بناء على دخل الشخص، كما تُعتبر الجزية بمثابة عقد حماية يُفرض على معظم ساكني وقاطني الدولة غير المسلمين.
أصدرت الدولة الإسلامية العديد من الضرائب في محاولة منها للسيطرة على الأصول التي «اكتسبها» المقاتلين خلال المعارك؛ ويُسمي عناصر التنظيم هذه الأصول بغنائم الحرب. يعتقد التنظيم أن هذه الضرائب هي عبارة عن خمس من المغم في مدينة الموصل. يدفع مقاتلي الدولة الإسلامية أيضا ضرائب على الممتلكات كما يدفعون ضرائب تخدم غرضا مزدوجا يتمثل بالأساس في جلب إيرادات للدولة مع الحفاظ على رقابة صارمة على مقاتليها. تُعتبر المهن الأخرى من المرافقة للجهاد ضرورية من أجل إدارة الدولة ويُفرض على أولئك الذين يعملون في هذه المهن دفع الزكاة والتي عادة ما تكون 2.5% من إجمالي الأصول. تضع الدولة الإسلامية أيضا تعريفات جمركية على الواردات والصادرات داخل كل الأراضي التي تُسيطر عليها. جذير بالذكر هنا أيضا أن كل هذه الضرائب التي تفرضها الدولة الإسلامية قد استمدتها من القرآن الكريم أو من تفسير مفتيها للأحاديث النبوية. بالإضافة إلى ذلك تقوم المجموعة بشكل روتيني بالابتزاز من خلال مطالبة سائقي الشاحنات بالمال أو التهديد بتفجير الحافلة. ادعت الكثير من المصادر أن الحكومة العراقية كانت تُمول داعش بشكل غير مباشر كما أنها تدفع رواتب الآلاف من موظفي الحكومة الذين يواصلون العمل في المناطق التي تسيطر عليها داعش.

## الاتجار غير المشروع في المخدرات
وفقا لفيكتور إيفانوف رئيس المركز الروسي لمكافحة المخدرات فإن الدولة الإسلامية وعلى غرار بوكو حرام تجمع أموالا طائلة عن طريق الاتجار بالهيروين على الأراضي التي تُسيطر عليها في حين تُصدر مختلف أنواع المخدرات لباقي دول العالم. وتصل القيمة السنوية من هذه الأعمال إلى حوالي مليار دولار.

## الزراعة
تُنتج المساحة الزراعية بين دجلة والفرات نصف محصول القمح السنوي في سوريا وثلث العراق. وتُقدر قيمة الناتج الزراعي من تلك المنطقة بأزيد من 200 مليون دولار في حالة الاستغلال والإدارة الصحيحة. تعتقد الأمم المتحدة فرع الأغذية والزراعة أن 40% من الأراضي الزراعية في العراق كانت تحت سيطرة داعش. وبالتالي فعناصر التنظيم تُسيطر وتتحكم بمخزون القمح والشعير كما تتحكم بالمعدات الزراعية وحتى المزارعين المستأجرين.

## سك عملة خاصة

أشكال فئات العملة المعدنية التي أصدرها التنظيم

قام التنظيم في عام 2016 بسك عملات جديدة لتكون العملة الرسمية للدولة، وهي عملات معدنية لثلاث فئات وهي الدينار الذهبي والدرهم الفضي والفلس النحاسي  ويزن الدينار الذهبي الواحد 4,25 غراماً من الذهب، وفي عام 2016 قام التنظيم بتحديد سعره بـ192،5 دولاراً، والخمسة دنانير بـ694$، والدرهم الفضي يضاهي دولاراً واحداً، والعشرون فلس يقارب 13 سنت.

## تبرعات من قطر ودول الخليج العربي

### ادعاءات الدعم القطري
لطالما اتُهمت دولة قطر بوصفها ممرا لتدفق الأموال باتجاه تنظيم الدولة الإسلامية في العراق والشام. لكن وبالرغم من كل ذلك فلا يوجد أي دليل يُؤكد على أن الحكومة القطرية كانت
وراء حركة الأموال التي تدفقت نحو داعش. في الحقيقة انتُقدت قطر لعدم قيامها بما يكفي لوقف تدفق التمويل. هذا وتجدر الإشارة إلى أن المانحين من القطاع الخاص في قطر يتعاطفون مع بعض الجماعات المتطرفة مثل جبهة النصرة وداعش مما يعني توجيه الموارد لدعم مثل هذه المنظمات. حسب وزارة الخزانة الأمريكية فإن عددا من ممولي الإرهاب كانوا يعملون في قطر. وكان المواطن القطري عبد الرحمن النعيمي بمثابة المحاور بين الجهات المانحة القطرية وقادة تنظيم القاعدة في العراق. تُؤكد بعض المصادر في نفس المنوال أن النعيمي أشرف بنفسه على نقل مبلغ مليوني دولار أمريكي شهريا إلى تنظيم القاعدة في العراق على مدى فترة من الزمن. ويُعد النعيمي واحدا من كثير من ممولي تنظيم القاعدة الذين فرضت عليهم خزينة الولايات المتحدة الأمريكية عقوبات كثيرة في السنوات الأخيرة. تفيد بعض التقارير أن المسؤولين الأمريكيين يعتقدون أن الجزء الأكبر من التبرعات الخاصة بدعم داعش والقاعدة وباقي الجماعات المرتبطة بهما تأتي بالدرجة الأولى من قطر بعدما كانت السعودية في وقت سابق.
في آب/أغسطس 2014 اتهم الوزير الألماني غيرد مولر دولة قطر بربط اتصالات بأفراد من تنظيم داعش؛ حيث قال: «عليك أن تسأل من هو الذي يُسلح ويُمول "الدولة الإسلامية" (داعش) ... طبعا الجواب هو دولة قطر"». استفزت هذه التصريحات المسؤولين قطر وأثارت جدلا حينها مما دفع بوزير الخارجية القطري خالد بن محمد العطية للرد قائلا: «قطر لا تدعم الجماعات المتطرفة بما في ذلك تنظيم "الدولة الإسلامية" بأي شكل من الأشكال. نحن نرى أن آرائهم وأساليبهم وطموحاتهم عنيفة وبالتالي لا علاقة لنا بهم.»
نشر موقع ديلي بيست في حزيران/يونيو 2014 مقالا عن الجهات الغنية المانحة والممولة لداعش وذكر التقرير أن المملكة العربية السعودية وقطر تقعان في رأس الهرم. أما إيران والعراق (على يد رئيس الوزراء نوري المالكي) فقد اتهمتا الحكومات العربية وبخاصة السعودية وقطر بتمويل المجموعة. قبل مؤتمر مكافحة داعش في العراق الذي عُقد في باريس يوم 15 أيلول/سبتمبر 2014 أقرَّ وزير الخارجية الفرنسي بأن عددا من البلدان تم وضعها على الطاولة بسبب «الاحتمال الكبير» في قيامها بتمويل «داعش» مما يُمكنه من مواصلة مزيد من التقدم. وفقا لمجلة ذا أتلانتيك فإن داعش قد يكون جزءا رئيسيا من مكتب خدمات المشاريع الاستراتيجية السري في سوريا والتابع للشخصية السعودية بندر بن سلطان.
بالرغم من كل هذا تُؤكد مصادر أخرى أنه لا يوجد أي دليل على أن «داعش» حصل على دعم مباشر من الحكومة السعودية خاصة وأن هذا الدعم من شأنه أن يتعارض مع إجراءات الدولة السعودية فيما يتعلق بمحاربة المجموعة. ليس هذا فقط فالمملكة العربية السعودية تُعتبر عدوا لداعش؛ وسبق للتنظيم وأن نفذ هجمات ضدها وعلى أراضيها. جذير بالذكر هنا أن السعودية عملت علنا مع الولايات المتحدة على دعم وتسليح جماعات متمردة أخرى بهدف قتال «داعش» واستعادة السيطرة على الأراضي في سوريا والعراق.
تعمل بعض المنظمات الخيرية كواجهة لتمرير الأموال إلى تنظيم داعش؛ حيث يتم جمع التبرعات المالية والتبرع بها لصالح جمعية خيرية تتكلف هي بدورها فيما بعد بإرسال المال نحو سوريا. يستخدم أفراد التنظيم أيضا أسماء مستعارة على مواقع التواصل مثل فيسبوك، واتساب ثم كيك ماسنجر مما يُمكنهم من التخفي وبالتالي صعوبة التعقب. هذا الأمر دفع بالمملكة العربية السعودية إلى فرض حظر شامل على التبرعات غير المصرح به خاصة تلك المتجهة إلى سوريا. وكان جوليان أسانج (مُؤسس ويكيليكس) قد ادعى في مقابلة له أن هيلاري كلينتون ومؤسستها ثم داعش حصلوا على تمويل من نفس المصادر في الشرق الأوسط وهي حكومتي المملكة العربية السعودية وقطر.